# 虛閭權渠單于
虛閭權渠單于（？－前60年），在前68年－前60年任匈奴單于。狐鹿姑单于之子，壶衍鞮单于的弟弟。
虚闾权渠单于原任左贤王。汉宣帝地节二年（前68年）壶衍鞮单于去世，嗣立。击败西嗕部落，迫使他们南下降汉。因灾害饥荒，人畜死了十分六七。地节三年（前67年），听说车师王归附汉朝，派兵攻打车师，被汉朝的侍郎郑吉等人率军迎击，于是撤兵。元康元年（前65年），派兵攻打车师的汉军，也没有成功。因为车师土地肥美，且临近匈奴，他害怕被汉朝所得，危及匈奴，多次派兵攻打车师，并围困郑吉援军，迫使汉朝迁徙车师百姓到渠犁，车师故地被弃于匈奴。神爵元年（前61年），因为连年遭丁零侵扰，他派一万骑兵攻打丁零，无所得。次年得病，呕血而死。

## 子
- 郅支单于，呼屠吾斯，前56年-前36年在位
- 呼韩邪单于，稽侯狦，前58年-前31年在位
- 右谷蠡王，前56年，呼韩邪单于派弟弟右谷蠡王等，西向袭击屠耆单于屯兵，杀略一万余人。